# Vuelta a Burgos 2018
La 40.ª edición de la Vuelta a Burgos se celebró entre el 7 y el 11 de agosto de 2018 con inicio en la ciudad de Burgos y final en Lagunas de Neila en la provincia de Burgos en España. El recorrido constó de un total de 5 etapas sobre una distancia total de 775 km.
La carrera hizo parte del circuito UCI Europe Tour 2018 dentro de la categoría 2.HC y fue ganada por el ciclista colombiano Iván Ramiro Sosa del equipo Androni Giocattoli-Sidermec. El podio lo completaron el ciclista colombiano Miguel Ángel López del equipo Astana y el ciclista español David de la Cruz del equipo Sky.

## Equipos participantes
Tomaron parte en la carrera 15 equipos: 4 de categoría UCI WorldTeam; 9 de categoría Profesional Continental; y 2 de categoría Continental. Formando así un pelotón de 104 ciclistas de los que terminaron 94. Los equipos participantes fueron:
| WorldTeams (4)- Sky - Astana - Movistar Team - Dimension Data Equipos continentales profesionales (9)- Burgos-BH - Euskadi Basque Country-Murias - Caja Rural-Seguros RGA - Delko-Marseille Provence-KTM - Direct Énergie - Fortuneo-Samsic - Androni Giocattoli-Sidermec - Nippo-Vini Fantini-Europa Ovini - Wilier Triestina-Selle Italia Equipos continentales (2)- Polartec-Kometa - Fundación Euskadi |
| |

## Recorrido
La Vuelta a Burgos dispuso de cinco etapas etapas para un recorrido total de 775 kilómetros.
| Etapa     | Fecha     | Recorrido                                   | type                   | Distancia (km) | Ganador            | Líder              |
| --------- | --------- | ------------------------------------------- | ---------------------- | -------------- | ------------------ | ------------------ |
| 1.ª etapa | 7 de ago  | Burgos – Burgos                             | etapa de media montaña | 157            | Francesco Gavazzi  | Francesco Gavazzi  |
| 2.ª etapa | 8 de ago  | Belorado – Castrojeriz                      | etapa escarpada        | 163            | Matteo Moschetti   | Jon Aberasturi     |
| 3.ª etapa | 9 de ago  | Sedano – Espinosa de los Monteros           | etapa de montaña       | 149            | Miguel Ángel López | Miguel Ángel López |
| 4.ª etapa | 10 de ago | Monasterio de San Pedro de Cardeña – Clunia | etapa escarpada        | 165            | Carlos Barbero     | Miguel Ángel López |
| 5.ª etapa | 11 de ago | Salas de los Infantes – Lagunas de Neila    | etapa de montaña       | 141            | Iván Ramiro Sosa   | Iván Ramiro Sosa   |

## Desarrollo de la carrera

### 1.ª etapa
| Burgos - Burgos | etapa de media montaña | (157 km) |

| \| Clasificación de la etapa \| Clasificación de la etapa \| Clasificación de la etapa \| Clasificación de la etapa \| Clasificación de la etapa \| \| Ciclista \| Ciclista \| Equipo \| Tiempo \| \| \| ------------------------- \| ------------------------- \| ------------------------------- \| ------------------------- \| ------------------------- \| \| 1.º \| Francesco Gavazzi \| Androni Giocattoli-Sidermec \| 3 h 48 min 30 s \| \| \| 2.º \| Pello Bilbao \| Astana \| + 0 s \| \| \| 3.º \| Alex Aranburu \| Caja Rural-Seguros RGA \| + 0 s \| \| \| 4.º \| Marco Tizza \| Nippo-Vini Fantini-Europa Ovini \| + 0 s \| \| \| 5.º \| Jon Aberasturi \| Euskadi-Murias \| + 0 s \| \| \| 6.º \| Tao Geoghegan Hart \| Team Sky \| + 0 s \| \| \| 7.º \| Jonathan Lastra \| Caja Rural-Seguros RGA \| + 0 s \| \| \| 8.º \| Marco Canola \| Nippo-Vini Fantini-Europa Ovini \| + 5 s \| \| \| 9.º \| Garikoitz Bravo \| Euskadi-Murias \| + 5 s \| \| \| 10.º \| Merhawi Kudus \| Dimension Data \| + 5 s \| \| |                    |                                 |                 |
| |                    |                                 |                 |
| Fuente: ProCyclingStats |                    |                                 |                 |
| Clasificación de la etapa |                    |                                 |                 |
| Ciclista | Ciclista           | Equipo                          | Tiempo          |
| 1.º | Francesco Gavazzi  | Androni Giocattoli-Sidermec     | 3 h 48 min 30 s |
| 2.º | Pello Bilbao       | Astana                          | + 0 s           |
| 3.º | Alex Aranburu      | Caja Rural-Seguros RGA          | + 0 s           |
| 4.º | Marco Tizza        | Nippo-Vini Fantini-Europa Ovini | + 0 s           |
| 5.º | Jon Aberasturi     | Euskadi-Murias                  | + 0 s           |
| 6.º | Tao Geoghegan Hart | Team Sky                        | + 0 s           |
| 7.º | Jonathan Lastra    | Caja Rural-Seguros RGA          | + 0 s           |
| 8.º | Marco Canola       | Nippo-Vini Fantini-Europa Ovini | + 5 s           |
| 9.º | Garikoitz Bravo    | Euskadi-Murias                  | + 5 s           |
| 10.º | Merhawi Kudus      | Dimension Data                  | + 5 s           |

| \| Clasificación general \| Clasificación general \| Clasificación general \| Clasificación general \| Clasificación general \| \| Ciclista \| Ciclista \| Equipo \| Tiempo \| \| \| --------------------- \| --------------------- \| ------------------------------- \| --------------------- \| --------------------- \| \| 1.º \| Francesco Gavazzi \| Androni Giocattoli-Sidermec \| 3 h 48 min 30 s \| \| \| 2.º \| Pello Bilbao \| Astana \| + 0 s \| \| \| 3.º \| Alex Aranburu \| Caja Rural-Seguros RGA \| + 0 s \| \| \| 4.º \| Marco Tizza \| Nippo-Vini Fantini-Europa Ovini \| + 0 s \| \| \| 5.º \| Jon Aberasturi \| Euskadi-Murias \| + 0 s \| \| \| 6.º \| Tao Geoghegan Hart \| Team Sky \| + 0 s \| \| \| 7.º \| Jonathan Lastra \| Caja Rural-Seguros RGA \| + 0 s \| \| \| 8.º \| Marco Canola \| Nippo-Vini Fantini-Europa Ovini \| + 5 s \| \| \| 9.º \| Garikoitz Bravo \| Euskadi-Murias \| + 5 s \| \| \| 10.º \| Merhawi Kudus \| Dimension Data \| + 5 s \| \| |                    |                                 |                 |
| |                    |                                 |                 |
| Fuente: ProCyclingStats |                    |                                 |                 |
| Clasificación general |                    |                                 |                 |
| Ciclista | Ciclista           | Equipo                          | Tiempo          |
| 1.º | Francesco Gavazzi  | Androni Giocattoli-Sidermec     | 3 h 48 min 30 s |
| 2.º | Pello Bilbao       | Astana                          | + 0 s           |
| 3.º | Alex Aranburu      | Caja Rural-Seguros RGA          | + 0 s           |
| 4.º | Marco Tizza        | Nippo-Vini Fantini-Europa Ovini | + 0 s           |
| 5.º | Jon Aberasturi     | Euskadi-Murias                  | + 0 s           |
| 6.º | Tao Geoghegan Hart | Team Sky                        | + 0 s           |
| 7.º | Jonathan Lastra    | Caja Rural-Seguros RGA          | + 0 s           |
| 8.º | Marco Canola       | Nippo-Vini Fantini-Europa Ovini | + 5 s           |
| 9.º | Garikoitz Bravo    | Euskadi-Murias                  | + 5 s           |
| 10.º | Merhawi Kudus      | Dimension Data                  | + 5 s           |

### 2.ª etapa
| Belorado - Castrojeriz | etapa escarpada | (163 km) |

| \| Clasificación de la etapa \| Clasificación de la etapa \| Clasificación de la etapa \| Clasificación de la etapa \| Clasificación de la etapa \| \| Ciclista \| Ciclista \| Equipo \| Tiempo \| \| \| ------------------------- \| ------------------------- \| ------------------------------- \| ------------------------- \| ------------------------- \| \| 1.º \| Matteo Moschetti \| Polartec-Kometa \| 3 h 50 min 04 s \| \| \| 2.º \| Jon Aberasturi \| Euskadi-Murias \| + 0 s \| \| \| 3.º \| Davide Ballerini \| Androni Giocattoli-Sidermec \| + 0 s \| \| \| 4.º \| Nelson Soto Martínez \| Caja Rural-Seguros RGA \| + 0 s \| \| \| 5.º \| Marco Canola \| Nippo-Vini Fantini-Europa Ovini \| + 0 s \| \| \| 6.º \| Carlos Barbero \| Movistar Team \| + 0 s \| \| \| 7.º \| Yohann Gène \| Direct Énergie \| + 0 s \| \| \| 8.º \| Nicola Bagioli \| Nippo-Vini Fantini-Europa Ovini \| + 0 s \| \| \| 9.º \| Ángel Madrazo \| Delko-Marseille Provence-KTM \| + 0 s \| \| \| 10.º \| David de la Cruz \| Team Sky \| + 0 s \| \| |                      |                                 |                 |
| |                      |                                 |                 |
| Fuente: ProCyclingStats |                      |                                 |                 |
| Clasificación de la etapa |                      |                                 |                 |
| Ciclista | Ciclista             | Equipo                          | Tiempo          |
| 1.º | Matteo Moschetti     | Polartec-Kometa                 | 3 h 50 min 04 s |
| 2.º | Jon Aberasturi       | Euskadi-Murias                  | + 0 s           |
| 3.º | Davide Ballerini     | Androni Giocattoli-Sidermec     | + 0 s           |
| 4.º | Nelson Soto Martínez | Caja Rural-Seguros RGA          | + 0 s           |
| 5.º | Marco Canola         | Nippo-Vini Fantini-Europa Ovini | + 0 s           |
| 6.º | Carlos Barbero       | Movistar Team                   | + 0 s           |
| 7.º | Yohann Gène          | Direct Énergie                  | + 0 s           |
| 8.º | Nicola Bagioli       | Nippo-Vini Fantini-Europa Ovini | + 0 s           |
| 9.º | Ángel Madrazo        | Delko-Marseille Provence-KTM    | + 0 s           |
| 10.º | David de la Cruz     | Team Sky                        | + 0 s           |

| \| Clasificación general \| Clasificación general \| Clasificación general \| Clasificación general \| Clasificación general \| \| Ciclista \| Ciclista \| Equipo \| Tiempo \| \| \| --------------------- \| --------------------- \| ------------------------------- \| --------------------- \| --------------------- \| \| 1.º \| Jon Aberasturi \| Euskadi-Murias \| 7 h 38 min 34 s \| \| \| 2.º \| Tao Geoghegan Hart \| Team Sky \| + 0 s \| \| \| 3.º \| Pello Bilbao \| Astana \| + 0 s \| \| \| 4.º \| Francesco Gavazzi \| Androni Giocattoli-Sidermec \| + 0 s \| \| \| 5.º \| Jonathan Lastra \| Caja Rural-Seguros RGA \| + 0 s \| \| \| 6.º \| Alex Aranburu \| Caja Rural-Seguros RGA \| + 0 s \| \| \| 7.º \| Marco Tizza \| Nippo-Vini Fantini-Europa Ovini \| + 0 s \| \| \| 8.º \| Marco Canola \| Nippo-Vini Fantini-Europa Ovini \| + 5 s \| \| \| 9.º \| Merhawi Kudus \| Dimension Data \| + 5 s \| \| \| 10.º \| Garikoitz Bravo \| Euskadi-Murias \| + 5 s \| \| |                    |                                 |                 |
| |                    |                                 |                 |
| Fuente: ProCyclingStats |                    |                                 |                 |
| Clasificación general |                    |                                 |                 |
| Ciclista | Ciclista           | Equipo                          | Tiempo          |
| 1.º | Jon Aberasturi     | Euskadi-Murias                  | 7 h 38 min 34 s |
| 2.º | Tao Geoghegan Hart | Team Sky                        | + 0 s           |
| 3.º | Pello Bilbao       | Astana                          | + 0 s           |
| 4.º | Francesco Gavazzi  | Androni Giocattoli-Sidermec     | + 0 s           |
| 5.º | Jonathan Lastra    | Caja Rural-Seguros RGA          | + 0 s           |
| 6.º | Alex Aranburu      | Caja Rural-Seguros RGA          | + 0 s           |
| 7.º | Marco Tizza        | Nippo-Vini Fantini-Europa Ovini | + 0 s           |
| 8.º | Marco Canola       | Nippo-Vini Fantini-Europa Ovini | + 5 s           |
| 9.º | Merhawi Kudus      | Dimension Data                  | + 5 s           |
| 10.º | Garikoitz Bravo    | Euskadi-Murias                  | + 5 s           |

### 3.ª etapa
| Sedano - Espinosa de los Monteros | etapa de montaña | (149 km) |

| \| Clasificación de la etapa \| Clasificación de la etapa \| Clasificación de la etapa \| Clasificación de la etapa \| Clasificación de la etapa \| \| Ciclista \| Ciclista \| Equipo \| Tiempo \| \| \| ------------------------- \| ------------------------- \| --------------------------- \| ------------------------- \| ------------------------- \| \| 1.º \| Miguel Ángel López \| Astana \| 3 h 59 min 30 s \| \| \| 2.º \| Iván Ramiro Sosa \| Androni Giocattoli-Sidermec \| + 0 s \| \| \| 3.º \| David de la Cruz \| Team Sky \| + 32 s \| \| \| 4.º \| Merhawi Kudus \| Dimension Data \| + 32 s \| \| \| 5.º \| Igor Antón \| Dimension Data \| + 32 s \| \| \| 6.º \| Tao Geoghegan Hart \| Team Sky \| + 52 s \| \| \| 7.º \| Pello Bilbao \| Astana \| + 57 s \| \| \| 8.º \| Rein Taaramäe \| Direct Énergie \| + 1 min 04 s \| \| \| 9.º \| Sergio Pardilla \| Caja Rural-Seguros RGA \| + 1 min 06 s \| \| \| 10.º \| Nick Schultz \| Caja Rural-Seguros RGA \| + 1 min 22 s \| \| |                    |                             |                 |
| |                    |                             |                 |
| Fuente: ProCyclingStats |                    |                             |                 |
| Clasificación de la etapa |                    |                             |                 |
| Ciclista | Ciclista           | Equipo                      | Tiempo          |
| 1.º | Miguel Ángel López | Astana                      | 3 h 59 min 30 s |
| 2.º | Iván Ramiro Sosa   | Androni Giocattoli-Sidermec | + 0 s           |
| 3.º | David de la Cruz   | Team Sky                    | + 32 s          |
| 4.º | Merhawi Kudus      | Dimension Data              | + 32 s          |
| 5.º | Igor Antón         | Dimension Data              | + 32 s          |
| 6.º | Tao Geoghegan Hart | Team Sky                    | + 52 s          |
| 7.º | Pello Bilbao       | Astana                      | + 57 s          |
| 8.º | Rein Taaramäe      | Direct Énergie              | + 1 min 04 s    |
| 9.º | Sergio Pardilla    | Caja Rural-Seguros RGA      | + 1 min 06 s    |
| 10.º | Nick Schultz       | Caja Rural-Seguros RGA      | + 1 min 22 s    |

| \| Clasificación general \| Clasificación general \| Clasificación general \| Clasificación general \| Clasificación general \| \| Ciclista \| Ciclista \| Equipo \| Tiempo \| \| \| --------------------- \| --------------------- \| --------------------------- \| --------------------- \| --------------------- \| \| 1.º \| Miguel Ángel López \| Astana \| 11 h 38 min 14 s \| \| \| 2.º \| Iván Ramiro Sosa \| Androni Giocattoli-Sidermec \| + 2 s \| \| \| 3.º \| Merhawi Kudus \| Dimension Data \| + 27 s \| \| \| 4.º \| David de la Cruz \| Team Sky \| + 34 s \| \| \| 5.º \| Igor Antón \| Dimension Data \| + 34 s \| \| \| 6.º \| Tao Geoghegan Hart \| Team Sky \| + 42 s \| \| \| 7.º \| Pello Bilbao \| Astana \| + 47 s \| \| \| 8.º \| Sergio Pardilla \| Caja Rural-Seguros RGA \| + 1 min 08 s \| \| \| 9.º \| Louis Meintjes \| Dimension Data \| + 1 min 36 s \| \| \| 10.º \| Alex Aranburu \| Caja Rural-Seguros RGA \| + 1 min 39 s \| \| |                    |                             |                  |
| |                    |                             |                  |
| Fuente: ProCyclingStats |                    |                             |                  |
| Clasificación general |                    |                             |                  |
| Ciclista | Ciclista           | Equipo                      | Tiempo           |
| 1.º | Miguel Ángel López | Astana                      | 11 h 38 min 14 s |
| 2.º | Iván Ramiro Sosa   | Androni Giocattoli-Sidermec | + 2 s            |
| 3.º | Merhawi Kudus      | Dimension Data              | + 27 s           |
| 4.º | David de la Cruz   | Team Sky                    | + 34 s           |
| 5.º | Igor Antón         | Dimension Data              | + 34 s           |
| 6.º | Tao Geoghegan Hart | Team Sky                    | + 42 s           |
| 7.º | Pello Bilbao       | Astana                      | + 47 s           |
| 8.º | Sergio Pardilla    | Caja Rural-Seguros RGA      | + 1 min 08 s     |
| 9.º | Louis Meintjes     | Dimension Data              | + 1 min 36 s     |
| 10.º | Alex Aranburu      | Caja Rural-Seguros RGA      | + 1 min 39 s     |

### 4.ª etapa
| Monasterio de San Pedro de Cardeña - Clunia | etapa escarpada | (165 km) |

| \| Clasificación de la etapa \| Clasificación de la etapa \| Clasificación de la etapa \| Clasificación de la etapa \| Clasificación de la etapa \| \| Ciclista \| Ciclista \| Equipo \| Tiempo \| \| \| ------------------------- \| ------------------------- \| ------------------------------- \| ------------------------- \| ------------------------- \| \| 1.º \| Carlos Barbero \| Movistar Team \| 3 h 55 min 44 s \| \| \| 2.º \| Marco Tizza \| Nippo-Vini Fantini-Europa Ovini \| + 0 s \| \| \| 3.º \| Nicola Bagioli \| Nippo-Vini Fantini-Europa Ovini \| + 0 s \| \| \| 4.º \| Tao Geoghegan Hart \| Team Sky \| + 0 s \| \| \| 5.º \| Merhawi Kudus \| Dimension Data \| + 0 s \| \| \| 6.º \| Jonathan Lastra \| Caja Rural-Seguros RGA \| + 0 s \| \| \| 7.º \| Miguel Ángel López \| Astana \| + 0 s \| \| \| 8.º \| David de la Cruz \| Team Sky \| + 0 s \| \| \| 9.º \| Alex Aranburu \| Caja Rural-Seguros RGA \| + 0 s \| \| \| 10.º \| Jérémy Leveau \| Delko-Marseille Provence-KTM \| + 0 s \| \| |                    |                                 |                 |
| |                    |                                 |                 |
| Fuente: ProCyclingStats |                    |                                 |                 |
| Clasificación de la etapa |                    |                                 |                 |
| Ciclista | Ciclista           | Equipo                          | Tiempo          |
| 1.º | Carlos Barbero     | Movistar Team                   | 3 h 55 min 44 s |
| 2.º | Marco Tizza        | Nippo-Vini Fantini-Europa Ovini | + 0 s           |
| 3.º | Nicola Bagioli     | Nippo-Vini Fantini-Europa Ovini | + 0 s           |
| 4.º | Tao Geoghegan Hart | Team Sky                        | + 0 s           |
| 5.º | Merhawi Kudus      | Dimension Data                  | + 0 s           |
| 6.º | Jonathan Lastra    | Caja Rural-Seguros RGA          | + 0 s           |
| 7.º | Miguel Ángel López | Astana                          | + 0 s           |
| 8.º | David de la Cruz   | Team Sky                        | + 0 s           |
| 9.º | Alex Aranburu      | Caja Rural-Seguros RGA          | + 0 s           |
| 10.º | Jérémy Leveau      | Delko-Marseille Provence-KTM    | + 0 s           |

| \| Clasificación general \| Clasificación general \| Clasificación general \| Clasificación general \| Clasificación general \| \| Ciclista \| Ciclista \| Equipo \| Tiempo \| \| \| --------------------- \| --------------------- \| --------------------------- \| --------------------- \| --------------------- \| \| 1.º \| Miguel Ángel López \| Astana \| 15 h 33 min 58 s \| \| \| 2.º \| Iván Ramiro Sosa \| Androni Giocattoli-Sidermec \| + 2 s \| \| \| 3.º \| Merhawi Kudus \| Dimension Data \| + 27 s \| \| \| 4.º \| David de la Cruz \| Team Sky \| + 34 s \| \| \| 5.º \| Igor Antón \| Dimension Data \| + 34 s \| \| \| 6.º \| Tao Geoghegan Hart \| Team Sky \| + 42 s \| \| \| 7.º \| Pello Bilbao \| Astana \| + 47 s \| \| \| 8.º \| Sergio Pardilla \| Caja Rural-Seguros RGA \| + 1 min 08 s \| \| \| 9.º \| Louis Meintjes \| Dimension Data \| + 1 min 36 s \| \| \| 10.º \| Alex Aranburu \| Caja Rural-Seguros RGA \| + 1 min 39 s \| \| |                    |                             |                  |
| |                    |                             |                  |
| Fuente: ProCyclingStats |                    |                             |                  |
| Clasificación general |                    |                             |                  |
| Ciclista | Ciclista           | Equipo                      | Tiempo           |
| 1.º | Miguel Ángel López | Astana                      | 15 h 33 min 58 s |
| 2.º | Iván Ramiro Sosa   | Androni Giocattoli-Sidermec | + 2 s            |
| 3.º | Merhawi Kudus      | Dimension Data              | + 27 s           |
| 4.º | David de la Cruz   | Team Sky                    | + 34 s           |
| 5.º | Igor Antón         | Dimension Data              | + 34 s           |
| 6.º | Tao Geoghegan Hart | Team Sky                    | + 42 s           |
| 7.º | Pello Bilbao       | Astana                      | + 47 s           |
| 8.º | Sergio Pardilla    | Caja Rural-Seguros RGA      | + 1 min 08 s     |
| 9.º | Louis Meintjes     | Dimension Data              | + 1 min 36 s     |
| 10.º | Alex Aranburu      | Caja Rural-Seguros RGA      | + 1 min 39 s     |

### 5.ª etapa
| Salas de los Infantes - Lagunas de Neila | etapa de montaña | (141 km) |

| \| Clasificación de la etapa \| Clasificación de la etapa \| Clasificación de la etapa \| Clasificación de la etapa \| Clasificación de la etapa \| \| Ciclista \| Ciclista \| Equipo \| Tiempo \| \| \| ------------------------- \| ------------------------- \| ------------------------------- \| ------------------------- \| ------------------------- \| \| 1.º \| Iván Ramiro Sosa \| Androni Giocattoli-Sidermec \| 3 h 26 min 37 s \| \| \| 2.º \| Miguel Ángel López \| Astana \| + 19 s \| \| \| 3.º \| Sergio Pardilla \| Caja Rural-Seguros RGA \| + 21 s \| \| \| 4.º \| David de la Cruz \| Team Sky \| + 21 s \| \| \| 5.º \| Igor Antón \| Dimension Data \| + 32 s \| \| \| 6.º \| Sebastián Henao \| Team Sky \| + 45 s \| \| \| 7.º \| Tao Geoghegan Hart \| Team Sky \| + 45 s \| \| \| 8.º \| Kenny Elissonde \| Team Sky \| + 47 s \| \| \| 9.º \| Filippo Zaccanti \| Nippo-Vini Fantini-Europa Ovini \| + 52 s \| \| \| 10.º \| Louis Meintjes \| Dimension Data \| + 59 s \| \| |                    |                                 |                 |
| |                    |                                 |                 |
| Fuente: ProCyclingStats |                    |                                 |                 |
| Clasificación de la etapa |                    |                                 |                 |
| Ciclista | Ciclista           | Equipo                          | Tiempo          |
| 1.º | Iván Ramiro Sosa   | Androni Giocattoli-Sidermec     | 3 h 26 min 37 s |
| 2.º | Miguel Ángel López | Astana                          | + 19 s          |
| 3.º | Sergio Pardilla    | Caja Rural-Seguros RGA          | + 21 s          |
| 4.º | David de la Cruz   | Team Sky                        | + 21 s          |
| 5.º | Igor Antón         | Dimension Data                  | + 32 s          |
| 6.º | Sebastián Henao    | Team Sky                        | + 45 s          |
| 7.º | Tao Geoghegan Hart | Team Sky                        | + 45 s          |
| 8.º | Kenny Elissonde    | Team Sky                        | + 47 s          |
| 9.º | Filippo Zaccanti   | Nippo-Vini Fantini-Europa Ovini | + 52 s          |
| 10.º | Louis Meintjes     | Dimension Data                  | + 59 s          |

## Clasificaciones finales
- Las clasificaciones finalizaron de la siguiente forma:[3]

### Clasificación general
| \| Clasificación general \| Clasificación general \| Clasificación general \| Clasificación general \| Clasificación general \| \| Ciclista \| Ciclista \| Equipo \| Tiempo \| \| \| --------------------- \| --------------------- \| --------------------------- \| --------------------- \| --------------------- \| \| 1.º \| Iván Ramiro Sosa \| Androni Giocattoli-Sidermec \| 19 h 00 min 37 s \| \| \| 2.º \| Miguel Ángel López \| Astana \| + 17 s \| \| \| 3.º \| David de la Cruz \| Team Sky \| + 53 s \| \| \| 4.º \| Igor Antón \| Dimension Data \| + 1 min 04 s \| \| \| 5.º \| Tao Geoghegan Hart \| Team Sky \| + 1 min 25 s \| \| \| 6.º \| Sergio Pardilla \| Caja Rural-Seguros RGA \| + 1 min 27 s \| \| \| 7.º \| Merhawi Kudus \| Dimension Data \| + 1 min 41 s \| \| \| 8.º \| Sebastián Henao \| Team Sky \| + 2 min 33 s \| \| \| 9.º \| Louis Meintjes \| Dimension Data \| + 2 min 33 s \| \| \| 10.º \| Kenny Elissonde \| Team Sky \| + 2 min 57 s \| \| |                    |                             |                  |
| |                    |                             |                  |
| Fuente: ProCyclingStats |                    |                             |                  |
| Clasificación general |                    |                             |                  |
| Ciclista | Ciclista           | Equipo                      | Tiempo           |
| 1.º | Iván Ramiro Sosa   | Androni Giocattoli-Sidermec | 19 h 00 min 37 s |
| 2.º | Miguel Ángel López | Astana                      | + 17 s           |
| 3.º | David de la Cruz   | Team Sky                    | + 53 s           |
| 4.º | Igor Antón         | Dimension Data              | + 1 min 04 s     |
| 5.º | Tao Geoghegan Hart | Team Sky                    | + 1 min 25 s     |
| 6.º | Sergio Pardilla    | Caja Rural-Seguros RGA      | + 1 min 27 s     |
| 7.º | Merhawi Kudus      | Dimension Data              | + 1 min 41 s     |
| 8.º | Sebastián Henao    | Team Sky                    | + 2 min 33 s     |
| 9.º | Louis Meintjes     | Dimension Data              | + 2 min 33 s     |
| 10.º | Kenny Elissonde    | Team Sky                    | + 2 min 57 s     |

### Clasificación por puntos
| Clasificación por puntos | Clasificación por puntos | Clasificación por puntos        | Clasificación por puntos | Clasificación por puntos |
| Ciclista                 | Ciclista                 | Equipo                          | Puntos                   |                          |
| ------------------------ | ------------------------ | ------------------------------- | ------------------------ | ------------------------ |
| 1.º                      | Miguel Ángel López       | Astana                          | 57 pts                   |                          |
| 2.º                      | Iván Ramiro Sosa         | Androni Giocattoli-Sidermec     | 45 pts                   |                          |
| 3.º                      | David de la Cruz         | Team Sky                        | 44 pts                   |                          |
| 4.º                      | Tao Geoghegan Hart       | Team Sky                        | 43 pts                   |                          |
| 5.º                      | Jon Aberasturi           | Euskadi-Murias                  | 36 pts                   |                          |
| 6.º                      | Carlos Barbero           | Movistar Team                   | 35 pts                   |                          |
| 7.º                      | Merhawi Kudus            | Dimension Data                  | 35 pts                   |                          |
| 8.º                      | Marco Tizza              | Nippo-Vini Fantini-Europa Ovini | 34 pts                   |                          |
| 9.º                      | Francesco Gavazzi        | Androni Giocattoli-Sidermec     | 30 pts                   |                          |
| 10.º                     | Pello Bilbao             | Astana                          | 29 pts                   |                          |

### Clasificación de la montaña
| Clasificación de la montaña | Clasificación de la montaña | Clasificación de la montaña | Clasificación de la montaña | Clasificación de la montaña |
| Ciclista                    | Ciclista                    | Equipo                      | Puntos                      |                             |
| --------------------------- | --------------------------- | --------------------------- | --------------------------- | --------------------------- |
| 1.º                         | Iván Ramiro Sosa            | Androni Giocattoli-Sidermec | 55 pts                      |                             |
| 2.º                         | Miguel Ángel López          | Astana                      | 55 pts                      |                             |
| 3.º                         | Pablo Torres                | Burgos-BH                   | 44 pts                      |                             |
| 4.º                         | David de la Cruz            | Team Sky                    | 36 pts                      |                             |
| 5.º                         | Igor Antón                  | Dimension Data              | 24 pts                      |                             |
| 6.º                         | Sergio Pardilla             | Caja Rural-Seguros RGA      | 24 pts                      |                             |
| 7.º                         | Tao Geoghegan Hart          | Team Sky                    | 18 pts                      |                             |
| 8.º                         | Sindre Skjøstad Lunke       | Fortuneo-Samsic             | 18 pts                      |                             |
| 9.º                         | Merhawi Kudus               | Dimension Data              | 16 pts                      |                             |
| 10.º                        | Lluís Mas                   | Caja Rural-Seguros RGA      | 14 pts                      |                             |

### Clasificación de los jóvenes
| Clasificación del mejor joven | Clasificación del mejor joven | Clasificación del mejor joven   | Clasificación del mejor joven | Clasificación del mejor joven |
| Ciclista                      | Ciclista                      | Equipo                          | Tiempo                        |                               |
| ----------------------------- | ----------------------------- | ------------------------------- | ----------------------------- | ----------------------------- |
| 1.º                           | Iván Ramiro Sosa              | Androni Giocattoli-Sidermec     | 19 h 00 min 37 s              |                               |
| 2.º                           | Miguel Flórez López           | Wilier Triestina-Selle Italia   | + 3 min 43 s                  |                               |
| 3.º                           | Rémy Rochas                   | Delko-Marseille Provence-KTM    | + 5 min 13 s                  |                               |
| 4.º                           | Ibai Azurmendi                | Fundación Euskadi               | + 7 min 08 s                  |                               |
| 5.º                           | Joan Bou                      | Nippo-Vini Fantini-Europa Ovini | + 7 min 20 s                  |                               |
| 6.º                           | Gotzon Martín                 | Fundación Euskadi               | + 12 min 27 s                 |                               |
| 7.º                           | Jonas Gregaard                | Astana                          | + 22 min 10 s                 |                               |
| 8.º                           | Patrick Gamper                | Polartec-Kometa                 | + 23 min 04 s                 |                               |
| 9.º                           | Diego Pablo Sevilla           | Polartec-Kometa                 | + 24 min 58 s                 |                               |
| 10.º                          | Jaime Castrillo               | Movistar Team                   | + 29 min 25 s                 |                               |

### Clasificación por equipos
| Clasificación por equipos | Clasificación por equipos       | Clasificación por equipos | Clasificación por equipos |
| Equipo                    | Equipo                          | Tiempo                    |                           |
| ------------------------- | ------------------------------- | ------------------------- | ------------------------- |
| 1.º                       | Sky                             | 57 h 06 min 32 s          |                           |
| 2.º                       | Dimension Data                  | + 37 s                    |                           |
| 3.º                       | Caja Rural-Seguros RGA          | + 1 min 59 s              |                           |
| 4.º                       | Burgos-BH                       | + 8 min 43 s              |                           |
| 5.º                       | Nippo-Vini Fantini-Europa Ovini | + 11 min 00 s             |                           |
| 6.º                       | Movistar Team                   | + 11 min 09 s             |                           |
| 7.º                       | Euskadi Basque Country-Murias   | + 11 min 43 s             |                           |
| 8.º                       | Delko-Marseille Provence-KTM    | + 12 min 04 s             |                           |
| 9.º                       | Astana                          | + 14 min 54 s             |                           |
| 10.º                      | Direct Énergie                  | + 21 min 48 s             |                           |

## Evolución de las clasificaciones
| Etapa                   | Vencedor                | Clasificación general | Clasificación por puntos | Clasificación de la montaña | Clasificación de las metas volantes | Clasificación de los jóvenes | Clasificación por equipos |
| ----------------------- | ----------------------- | --------------------- | ------------------------ | --------------------------- | ----------------------------------- | ---------------------------- | ------------------------- |
| 1.ª                     | Francesco Gavazzi       | Francesco Gavazzi     | Francesco Gavazzi        | Pablo Torres                | Pablo Torres                        | Iván Ramiro Sosa             | Caja Rural-Seguros RGA    |
| 2.ª                     | Matteo Moschetti        | Jon Aberasturi        | Jon Aberasturi           | Pablo Torres                | Egoitz Fernández                    | Miguel Flórez López          | Caja Rural-Seguros RGA    |
| 3.ª                     | Miguel Ángel López      | Miguel Ángel López    | Jon Aberasturi           | Pablo Torres                | Pablo Torres                        | Iván Ramiro Sosa             | Dimension Data            |
| 4.ª                     | Carlos Barbero          | Miguel Ángel López    | Miguel Ángel López       | Pablo Torres                | Pablo Torres                        | Iván Ramiro Sosa             | Dimension Data            |
| 5.ª                     | Iván Ramiro Sosa        | Iván Ramiro Sosa      | Miguel Ángel López       | Iván Ramiro Sosa            | Pablo Torres                        | Iván Ramiro Sosa             | Sky                       |
| Clasificaciones finales | Clasificaciones finales | Iván Ramiro Sosa      | Miguel Ángel López       | Iván Ramiro Sosa            | Pablo Torres                        | Iván Ramiro Sosa             | Sky                       |

## UCI World Ranking
La Vuelta a Burgos otorga puntos para el UCI Europe Tour 2018 y el UCI World Ranking, este último para corredores de los equipos en las categorías UCI WorldTeam, Profesional Continental y Equipos Continentales. Las siguientes tablas muestran el baremo de puntuación y los 10 corredores que obtuvieron más puntos:
| Posición              | 1.º | 2.º | 3.º | 4.º | 5.º | 6.º | 7.º | 8.º | 9.º | 10.º | 11.º | 12.º | 13.º | 14.º | 15.º | 16.º-30.º | 31.º-40.º |
| Clasificación general | 200 | 150 | 125 | 100 | 85  | 70  | 60  | 50  | 40  | 35   | 30   | 25   | 20   | 15   | 10   | 5         | 3         |
| Por etapa             | 20  | 10  | 5   |     |     |     |     |     |     |      |      |      |      |      |      |           |           |
| Líder                 | 5   |     |     |     |     |     |     |     |     |      |      |      |      |      |      |           |           |

| Clasificación | Clasificación      | Clasificación               | Clasificación | Clasificación | Clasificación | Clasificación |
| Posición      | Ciclista           | Equipo                      | General       | Etapa         | Líder         | Total         |
| ------------- | ------------------ | --------------------------- | ------------- | ------------- | ------------- | ------------- |
| 1.º           | Iván Ramiro Sosa   | Androni Giocattoli-Sidermec | 200           | 30            | -             | 230           |
| 2.º           | Miguel Ángel López | Astana                      | 150           | 30            | 10            | 190           |
| 3.º           | David de la Cruz   | Sky                         | 125           | 5             | -             | 130           |
| 4.º           | Igor Antón         | Dimension Data              | 100           | -             | -             | 100           |
| 5.º           | Tao Geoghegan Hart | Sky                         | 85            | -             | -             | 85            |
| 6.º           | Sergio Pardilla    | Caja Rural-Seguros RGA      | 70            | 5             | -             | 75            |
| 7.º           | Merhawi Kudus      | Dimension Data              | 60            | -             | -             | 60            |
| 8.º           | Sebastián Henao    | Sky                         | 50            | -             | -             | 50            |
| 9.º           | Louis Meintjes     | Dimension Data              | 40            | -             | -             | 40            |
| 10.º          | Kenny Elissonde    | Sky                         | 35            | -             | -             | 35            |